# Oqaatsut
Oqaatsut (o Oqaitsut o Rodebay) è un piccolo villaggio della Groenlandia di 45 abitanti (gennaio 2005). Si trova su una penisoletta sulla Baia di Disko, a 69°21'N 51°01'O; appartiene al comune di Avannaata.

## Origini del nome
Il nome Oqaatsut in Kalaallisut significa i cormorani. Il nome Rodebay invece fu dato dai balenieri danesi nel XVIII secolo, che lo usavano come scalo e mercato, deriva da rød (rossa) e bay (baia), per via del colore del sangue delle balene che venivano pescate e uccise in enormi quantità.

## Territorio
Sono ancora in uso il magazzino e il negozio dell'epoca. È presente una chiesa, che fa anche da scuola (3 alunni nel 2014), un negozio di generi alimentari ed un'infermeria.
Fino al 2013 era attivo un ristorante (denominato H8); la sola attività economica che resiste è la tradizionale pesca di halibut. Grazie agli operatori turistici che negli ultimi anni offrono a piccoli gruppi di turisti brevi gite da Ilulissat ad Oqaatsut, c'è anche un minimo mercato artigianale di sussistenza, allestito all'interno di una struttura civica polivalente.
Le abitazioni non hanno acqua corrente, e gli abitanti devono rifornirsi ad una cisterna nei pressi del porticciolo. Non esistono strade, essendo le case costruite direttamente sulle rocce, e l'unico arredo urbano pubblico consiste in alcune panchine sparse nei punti più panoramici.
Oqaatsut è collegata esclusivamente con Ilulissat via mare attraverso un servizio regolare di traghetti che impiegano circa un'ora in buone condizioni meteo). D'inverno, tuttavia, i locali possono raggiungere Ilulissat tramite slitta in minore tempo.